# Lucila Balzaretti
Lucila Balzaretti (registrada al nacer como Lucila Balzaretti Apenzeller, también conocida como Lucila Alarcón; Zúrich, Suiza, 21 de agosto de 1920 - Puntarenas, Costa Rica, 13 de febrero de 2012) fue una actriz y periodista suiza. Participó en el grupo teatral La Linterna Mágica bajo la dirección de Ignacio Retes.

## Reseña biográfica
Incursionó en el periodismo escribiendo una columna de cine en el periódico El Popular y en la revista México al día, donde también colaboraban José Revueltas y otros escritores. En 1942, mientras preparaba un reportaje sobre la obra El inspector, que entonces dirigía Seki Sano, conoció a Ignacio Retes, con quien dos años después contrajo matrimonio. En 1946 participó en la fundación de La Linterna Mágica y allí debutó como actriz en la obra Mariana Pineda (1946) bajo el seudónimo de Lucila Alarcón. Poco después actuó en Los zorros (1946), Israel (1948) y Santa Juana (1948), todas dirigidas por el propio Retes. Más tarde dejó su nombre artístico para continuar presentándose como Lucila Balzaretti en las obras El aria de la locura (1953), Terminal (Bus stop), Una ciudad para vivir (1954), La feria distante (1955), A media luz los tres (1957) y Nacida ayer (1958), entre otras. También tuvo una breve participación en una de las reposiciones de Un tranvía llamado deseo, versión de Seki Sano.

Es madre del director de cine Gabriel Retes, con quien participó en las películas Chin Chin el teporocho, El bulto, Flores de Papel, Arresto domiciliario.

Otras de las obras en las que actuó fueron: Dos Docenas De Rosas Escarlatas (1960), El hilo rojo (1967), El Último Preso (1968), El desahucio (¿?) y Esperando al zurdo (¿?).
Otros trabajos ajenos a la labor principal deben estar descrito en la sección "Vida personal".

## Distinciones
- Premio Guerrero a mejor actriz (Festival Internacional de Cine en Guadalajara, 2008)